# Château de Vregille
Le château de Vregille est un château situé à Vregille, en France.

## Localisation
Le château est situé sur la commune de Vregille, dans le département français de la Haute-Saône.

## Historique
L'édifice est inscrit au titre des monuments historiques en 2001 puis en 2017. Le château actuel fut construit pour la famille Courlet de Vregille, à partir de 1713, et achevé en 1730. Cette famille de parlementaires est originaire du Haut-Doubs et avait acquis la seigneurie de Vregille en 1700. L'aile de la bibliothèque fut ajoutée au XIXe siècle. Le parc fut agrandi à cette époque et aménagé à l'anglaise. Plusieurs bâtiments plus anciens sont encore visibles : la tour carrée, l'ancienne chapelle datant de 1500, le bâtiment dit de la Régale.